# Villanueva (Casanare)
Villanueva è un comune della Colombia facente parte del dipartimento di Casanare.
Il comune venne istituito il 15 novembre 1962.